# 8964 Corax
8964 Corax (7643 P-L) là một tiểu hành tinh vành đai chính được Cornelis Johannes van Houten, Ingrid van Houten-Groeneveld và Tom Gehrels ở Đài thiên văn Palomar phát hiện vào ngày 17 tháng 10 năm 1960.